# Commonwealth Games 2002
Die 17. Commonwealth Games fanden vom 25. Juli bis 4. August 2002 in der englischen Stadt Manchester statt. Es war das bis dahin größte Sportereignis in England und übertraf hinsichtlich der teilnehmenden Nationen sogar die Olympischen Sommerspiele 1948.
Ausgetragen wurden 281 Wettbewerbe in den Sportarten Badminton, Bowls, Boxen, Gewichtheben, Hockey, Judo, Leichtathletik, Netball, Radfahren, Ringen, 7er-Rugby, Schießen, Schwimmen (inkl. Synchronschwimmen und Wasserspringen), Squash, Tischtennis, Triathlon und Turnen (inkl. Rhythmische Sportgymnastik). Es nahmen 3679 Sportler aus 72 Ländern teil.
Eine Besonderheit war die erstmalige vollständige Integration einzelner Wettbewerbe des Behindertensports in das übrige Veranstaltungsprogramm (Leichtathletik, Bowls, Schwimmen, Tischtennis und Gewichtheben).

## Höhepunkte
- Das Netball-Finale zwischen Australien und Neuseeland, das mit 12.000 Zuschauern ausverkauft war, endete nach der regulären Spielzeit unentschieden. Es folgten zwei Verlängerungen zu je sieben Minuten, die jedoch keine Entscheidung brachten. Nach drei Minuten in der dritten Verlängerung (mit Sudden Death) siegte schließlich Australien mit 57:55.
- Der australische Schwimmer Ian Thorpe erzielte einen neuen Weltrekord über 400 Meter Freistil. Sein angestrebtes Ziel, den Gewinn von sieben Goldmedaillen, verpasste er jedoch knapp.
- Die englische Leichtathletin Paula Radcliffe gewann im 5000-Meter-Lauf ihre erste internationale Goldmedaille überhaupt, mit über 20 Sekunden Vorsprung auf die Kenianerin Edith Masai.
- Im Finale des 100-Meter-Laufs der Männer zogen sich die beiden englischen Favoriten Dwain Chambers und Mark Lewis-Francis Verletzungen zu und schieden aus. Das Rennen gewann Kim Collins, der damit für St. Kitts und Nevis den ersten Commonwealth-Titel sicherte.
- Der englische Dreispringer Jonathan Edwards war nach seinem Sieg in Manchester Weltmeister, Olympiasieger, Europameister und Commonwealth-Meister und hielt darüber hinaus den Weltrekord.
- Bei den Bahnradrennen stellte das australische Team in der 4000-Meter-Mannschaftsverfolgung einen neuen Weltrekord auf.
- Die 18-jährige südafrikanische Behindertensportlerin Natalie du Toit gewann nicht nur die für sie vorgesehenen Wettbewerbe, sondern schaffte auch den Einzug ins Finale des regulären Wettbewerbs über 800 Meter Freistil.
- Im Vergleich zur Bevölkerungszahl überproportional erfolgreich war der kleine Pazifikstaat Nauru. Die 15 gewonnenen Medaillen entsprechen einer Medaille pro 800 Einwohner.
- Die Eröffnungszeremonie wurde von King Gurcharan Mall gestaltet

## Wettkampforte
| - City of Manchester Stadium: Leichtathletik, 7er-Rugby, Eröffnungs- und Schlussfeier - Belle Vue Complex: Hockey - Bolton Arena (Bolton): Badminton - G-MEX Centre: Turnen, Judo, Ringen - Heaton Park: Bowls - Manchester International Convention Centre: Gewichtheben - Manchester Aquatics Centre: Schwimmen, Synchronschwimmen, Wasserspringen | - Manchester Evening News Arena: Netball, Boxen - National Cycling Centre: Bahnradfahren - National Shooting Centre (Bisley, Surrey): Schießen - National Squash Centre: Squash - Rivington (Bolton): Mountainbike, Straßenradrennen - Salford Quays (Salford): Gehen, Triathlon - Table Tennis Centre: Tischtennis - Wythenshawe Forum: Boxen |

## Teilnehmende Länder

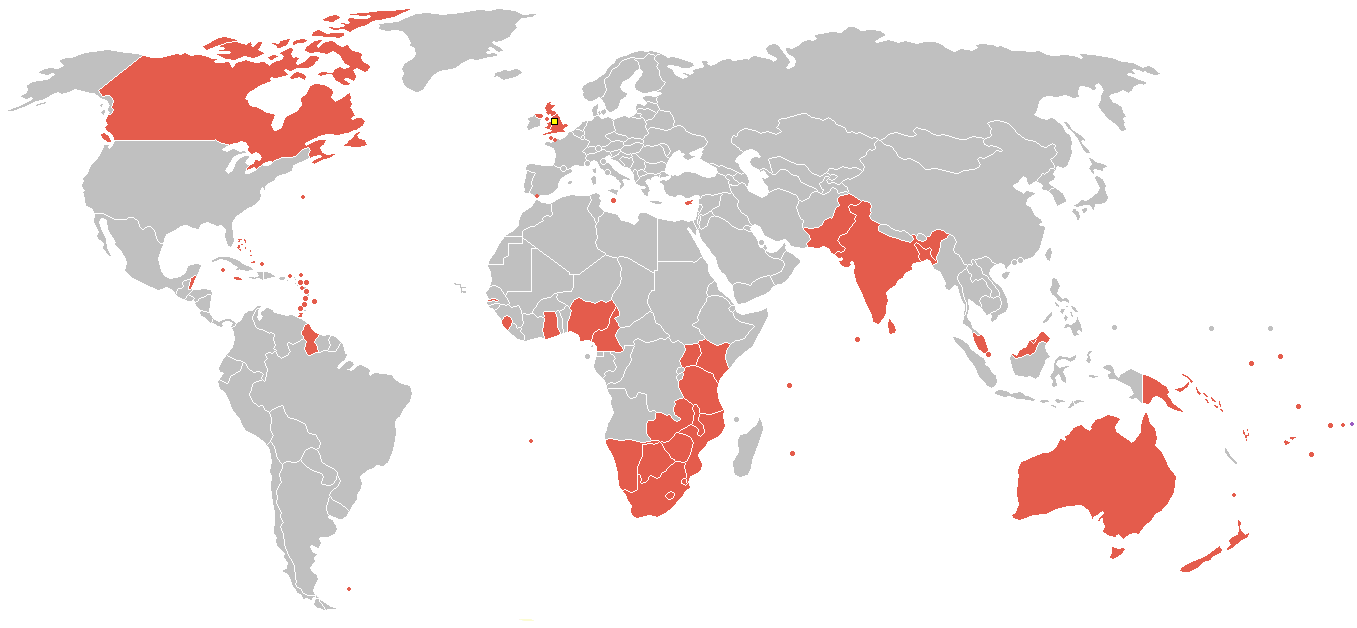
Teilnehmende Länder (violett: erstmalige Teilnahme)

- Anguilla
- Antigua und Barbuda
- Australien
- Bahamas
- Bangladesch
- Barbados
- Belize
- Bermuda
- Botswana
- Britische Jungferninseln
- Brunei
- Cookinseln
- Dominica
- England
- Falklandinseln
- Fidschi
- Gambia
- Ghana
- Gibraltar
- Grenada
- Guernsey
- Guyana
- Indien
- Isle of Man
- Jamaika
- Jersey
- Cayman Islands
- Kamerun
- Kanada
- Kenia
- Kiribati
- Lesotho
- Malawi
- Malaysia
- Malediven
- Malta
- Mauritius
- Montserrat
- Mosambik
- Namibia
- Nauru
- Neuseeland
- Nigeria
- Niue
- Norfolkinsel
- Nordirland
- Pakistan
- Papua-Neuguinea
- St. Helena, Ascension und Tristan da Cunha
- St. Kitts und Nevis
- St. Lucia
- St. Vincent und die Grenadinen
- Salomonen
- Sambia
- Samoa
- Schottland
- Seychellen
- Sierra Leone
- Simbabwe
- Singapur
- Sri Lanka
- Südafrika
- Swasiland
- Tansania
- Tonga
- Trinidad und Tobago
- Turks- und Caicosinseln
- Tuvalu
- Uganda
- Vanuatu
- Wales
- Zypern

## Ergebnisse
- Badminton
- Bowls
- Boxen
- Hockey
- Gewichtheben
- Judo
- Leichtathletik
- Netball
- Radsport
- Rhythmische Sportgymnastik
- Ringen
- 7er-Rugby
- Schießen
- Schwimmen
- Squash
- Synchronschwimmen
- Tischtennis
- Triathlon
- Turnen
- Wasserspringen

## Medaillenspiegel
| Platz                          | Land       | Gold | Silber | Bronze | Gesamt |
| ------------------------------ | ---------- | ---- | ------ | ------ | ------ |
| 1                              | Australien | 82   | 62     | 63     | 207    |
| 2                              | England    | 54   | 52     | 60     | 166    |
| 3                              | Kanada     | 31   | 41     | 46     | 118    |
| 4                              | Indien     | 30   | 22     | 17     | 69     |
| 5                              | Neuseeland | 11   | 13     | 21     | 45     |
| 6                              | Südafrika  | 9    | 20     | 17     | 46     |
| 7                              | Kamerun    | 9    | 1      | 2      | 12     |
| 8                              | Malaysia   | 7    | 9      | 18     | 34     |
| 9                              | Wales      | 6    | 13     | 12     | 31     |
| 10                             | Schottland | 6    | 8      | 16     | 30     |
| Vollständiger Medaillenspiegel |            |      |        |        |        |